# 言語変化
言語変化（げんごへんか、英:Language change）とは、自然言語に生じる音声、形態、意味、統語の変化のことである。歴史言語学において研究される。

## 言語変化
言語は社会的な約束事・規則のため、勝手に変えるとコミュニケーションに支障をきたす。しかしながら、一定で不変のものでもなく、どこかで揺れている。この揺れが、ごく一部の話し手だけにとどまっていれば変化しないが、広く受け入れられると言語の変化となる。意図的に変化させることはできないが、自然の変化を止めることもできない。変化を予測することはできない。変化に必然性はなく、変化した要因は説明できても、同じ条件にある言語なら同じように変化するわけでもない。

## 要因
言語変化の要因には内的要因と外的要因がある。
- 内的要因：個々の誤用が蓄積されて定着する。
- 外的要因：言語接触による。

## 言語の歴史的研究
言語の歴史的研究を行なう分野を歴史言語学と言う。歴史的研究には、過去の言語で書かれた文字資料が手がかりとなる。とはいえ、文字で書くという行為はやや改まった場面でおこなわれるもので、必ずしも話し言葉と一致しているわけではない。また、書き言葉が固定化され、話し言葉の方だけ変化してしまう場合もある。例えば日本語では、明治時代に言文一致が行なわれるまでは、平安時代の言語を基にした文語体が書き言葉として使われていた。英語では、大母音推移によって発音が変化した後も、文字表記は変化させなかったため、綴りと発音との間に大きな乖離が生じた。一方で、文章の中に現れる書き間違いから、当時の発音を知ることもできる。例えば、日本語で過去に「ウルハシ」と書くべきところを「ウルワシ」と書いた例では、当時ハをワと発音するようになっていたことが分かる。

## 音変化
音変化は以下に大別される。
- 条件変化：特定の条件下で起こる音変化　例）過去の日本語において ɸ（ファ行の子音）が母音に挟まれた条件でwに変化。
- 無条件変化：条件によらずに起こる音変化　例）英語の大母音推移

音変化には、以下のように様々なパターンがある。
- 同化：前後の音のどちらかが他方に作用して、似た音あるいは同じ音に変えてしまうことである。特に、iやeの前にあるkやtがtʃに変化する現象は口蓋化と呼ばれ、多くの言語で見られる。
- 弱化：母音や子音が弱まる現象。母音弱化と子音弱化がある。
- 音の脱落：「いやだ」→「やだ」、「している」→「してる」などがある。脱落が起きても、元の長さを保つために隣接する音が長くなることがある（代償延長）。
- 音挿入：語頭、語中、語尾に音が挿入されること。子音連続を回避するため、音を挿入して発音を楽にすることがある。
- 音位転換：語の中の音の位置が入れ替わること。
- 過剰修正：間違っていると言われる発音を直そうとするあまり、正しい発音も変えてしまうこと。

## 形態変化

### 類推
日本語の一段動詞（上一段活用・下一段活用）は、可能形も受身形も「見られる」「食べられる」であるが、五段動詞では可能形は「取れる」「切れる」、受身形は「取られる」「切られる」で別の形を用いる。一段動詞は本来、mi-rareru、tabe-rareruであるが、五段動詞の可能形tor-eru、kir-eruという形からの連想で、一段動詞の可能形でもmir-eru、taber-eruという形が生まれている。また、古英語に360ほどあった不規則動詞は、現在は約60まで減っている。このように、不規則な形があると、記憶を楽にするため、なるべく規則的な型に揃えようとする。このような心理的な働きを類推と言う。一般に、使用頻度の低い語はつい忘れがちになるため、類推を受けやすい。

### 異分析
異分析とは、誤解によって語が本来とは違う解釈をされることである。たとえば英語のcherry（サクランボ）は、フランス語のcherisのsを複数形語尾と誤解してsを脱落させたものである。